# Tydzień Mozartowski
Tydzień Mozartowski (niem. Mozartwoche) – coroczne wydarzenie w Salzburgu, które ma miejsce podczas okresu wokół dnia urodzin Mozarta, 27 stycznia, i obejmuje około 25 wydarzeń.
Impreza organizowana jest przez Międzynarodową Fundację Mozarteum, grupującą światowej sławy dyrygentów, solistów, śpiewaków, orkiestr i zespołów. W programie znajdują się koncerty z udziałem Filharmoników Wiedeńskich, Orchestra in Residence, Camerata Salzburg, Mozarteum Orchester Salzburg oraz występy orkiestr gościnnych; odbywają się tam także koncerty kameralne.